# Microhyla picta
Microhyla picta ist eine Amphibienart aus der Familie der Engmaulfrösche (Microhylidae).

## Merkmale
Die Art erreicht eine Länge von 26 Millimetern. Die Körperoberseite ist hellrostbraun mit großen dunkelbraunen, fein weißlich gesäumten Flecken, davon ein Paar zwischen den Augen, und drei {\displaystyle {\land }}-Flecke auf dem Rücken. Die Kopfseiten sind dunkel mit hellem Schrägstrich vom Auge zur Armwurzel. Die Rumpfseiten sind hell mit unregelmäßigen, kleinen, etwas schief gestellten, braunen Längsflecken. Ober- und Unterschenkel sind quer gebändert. Der Vorderkopf ist kürzer als der Augendurchmesser. Der Interorbitalraum ist kaum breiter als ein oberes Augenlid. Der erste Finger ist viel kürzer als der zweite Finger. Die Finger- und Zehenspitzen sind nicht verbreitert. Die Zehen sind an ihrer Basis durch Schwimmhäute verbunden. Es sind zwei große, stark seitlich zusammengedrückte Metatarsalhöcker vorhanden. Das Tibiotarsalgelenk reicht bei nach vorne an den Körper angelegtem Hinterbein zwischen Schulter und Auge.

## Vorkommen und Systematik
Microhyla picta wurde 1901 von Ehrenfried Schenkel erstbeschrieben. Die Art ist nur durch den Holotyp bekannt, der aus dem südlichen Vietnam stammt. Die Typlokalität dieses Exemplars ist unbekannt, möglicherweise bewohnt Microhyla picta aber wie auch andere Arten der Gattung Wälder und laicht in stehenden Gewässern ab.

## Gefährdung
Microhyla picta wird von der IUCN als „Data Deficient“ (ungenügende Datengrundlage) eingestuft. Sollte sie tatsächlich in Wäldern beheimatet sein, könnte sie durch die zunehmende Entwaldung in Vietnam bedroht sein.